# Lugbara
I Lugbara sono una popolazione degli attuali stati dell'Uganda e della Repubblica Democratica del Congo.
Come i Madi e altri piccoli gruppi vicini, parlano un linguaggio del gruppo centro-sudanese. Sono stanziati negli altopiani aridi che costituiscono il displuvio tra le vallate dei fiumi Congo e Nilo. Probabile la provenienza dall'attuale Sudan.